# Donji veš
Donji veš su odeća koja se nosi ispod spoljašnje odeće, obično u direktnom dodiru s kožom, iako može sadržavati više od jednog sloja. On služe da se spreči da se odeća zaprlja ili ošteti telesnim izlučevinama, da se smanji trenje gornje odeće o kožu, da se oblikuje telo i da se prekriju ili podrže delovi tela. Po hladnom vremenu, ponekad se nosi dugo donje rublje da bi se pružila dodatna toplota. Posebne vrste donjeg veša imaju religijski značaj. Neki predmeti su dizajnirani kao donji veš, dok su drugi, kao što su majice i neke tipovi šorceva, prikladni kao donji veš i kao gornja odeća. Ako je napravljen od pogodnog materijala ili tekstila, neki donji veš može poslužiti kao noćna odeća ili kupaći kostimi, a neki veš je namenjen seksualnoj privlačnosti ili vizuelnoj privlačnosti.
Donje rublje je uglavnom dve vrste, ono koje se nosi za pokrivanje trupa i ono koje se nosi za pokrivanje struka i nogu, mada postoje i odevni predmeti koji pokrivaju jedno i drugo. Različite stilove donjeg veša uglavnom nose žene i muškarci. Donje rublje koje danas nose žene uključuje grudnjake i gaće (u Velikoj Britaniji poznate kao knickers), dok mužjaci često nose gaćé, bokserice ili bokserske šorceve. Predmeti koje nose oba pola uključuju majice, košulje bez rukava (koje se nazivaju singletima ili tank topovima), bikini, tongove i G-stringove.

## Terminologija
Donje veš je poznat pod više naziva. Donje rublje, donja odeća i donja haljina su formalni izrazi. Donje rublje za žene naziva se linžere. Nazivaju se i intimnom odećom. Majica (prsluk u Velikoj Britaniji) je komad donjeg veša koji pokriva torzo, dok gaće pokrivaju genitalije i zadnjicu.
Ne nošenje gaća pod gornjom odećom u američkom slengu poznato je kao freeballing za muškarce i kao  za oba pola. Čin žene koja ne nosi grudnjak ponekad se naziva i freeboobing.

## Funkcije
Donje rublje se nosi iz više razloga. Ono čuva spoljašnju odeću da se ne zaprlja znojem, mokraćom, spermom, izmetom i menstrualnom krvi. Muški šorc igra istu funkciju za muške genitalije, a ženski grudnjaci pružaju potporu grudima. Korzet se može nositi kao osnovni odevni predmet za promenu oblika tela žene. Za dodatnu podršku i zaštitu prilikom bavljenja sportom, muškarci često nose donje usko donje rublje, uključujući suspenzore i zaštitnike genetalija. Žene mogu da nose sportske grudnjake koji pružaju veću podršku, čime se povećava udobnost i smanjuje mogućnost oštećenja ligamenta grudnog koša tokom vežbi sa visokim impaktom, kao što je džogiranje.
U hladnim klimama donje rublje može predstavljati dodatni sloj odeće koji pomaže u održavanju toplote njegovog korisnika. Donje rublje takođe se može koristiti za očuvanje skromnosti korisnika - na primer, neke žene nose kamisole i kombinezone (podsuknje) ispod odeće čiste. Suprotno tome, neke vrste donjeg veša mogu se nositi radi seksualnog pobuđivanja, poput jestivog donjeg veša ili gaća koje ne pokrivaju genitalije.
Neki odevni predmeti su dizajnirani isključivo kao donje rublje, dok su drugi, poput majica i pojedinih tipova šorceva, pogodni kao donje rublje i kao spoljašnja odeća. Prikladnost donjeg veša kao spoljašnje odeće, osim unutrašnje ili spoljne klime, u velikoj meri zavisi od društvenih normi, mode i zakonskih zahteva. Ako je napravljeno od pogodnog materijala, neki veš može da posluži kao noćna odeća ili kupaći kostimi.

### Religiozne funkcije
Donje rublje takođe može imati verski značaj:
- Judaizam. Radi usklađivanja sa društvenim kodeksima oblačenja, visoki katan se često nosi ispod košulje.[14][15][16][17]
- Mormonizam. Nakon svog darovanja u hramu, mormoni nose posebnu hramsku odeću koje im pomaže da zapamete učenja hrama.[18]
- Sikizam. Jedan od pet članaka vere (panj kakar) koji nose siki muškarci i žene je određeni stil gaća sličan boksericama i poznat pod nazivom kačera.
- Zoroastrizam. Zoroastrijanci nose majicu zvanu sedreh koja je pričvršćena svetim pojasom oko struka poznatim kao kušti.

## Literatura
- Benson, Elaine; Esten, John (1996). Unmentionables: A Brief History of Underwear. New York: Simon & Schuster.
- Cunnington, C[ecil] Willett; Cunnington, Phillis (1992). The History of Underclothes. New York: Dover Publications. ISBN 978-0-486-27124-8. First published in London by Michael Joseph in 1951.
- Hawthorne, Rosemary (1993). Stockings & Suspenders: A Quick Flash. Lucy Pettifer & Claire Taylor (ill.). London: Souvenir. ISBN 978-0-285-63143-4.
- Martin, Richard [Harrison]; Koda, Harold (1993). Infra-apparel. photographs by Neil Selkirk. New York: Metropolitan Museum of Art. ISBN 978-0-8109-6430-3.
- Steele, Valerie (1985). Fashion and Eroticism: Ideals of Feminine Beauty from the Victorian Era to the Jazz Age. Oxford University Press, New York. ISBN 0-19-503530-5.
- Browne, Ray B. (1982). Objects of special devotion: fetishism in popular culture. Bowling Green University Popular Press. ISBN 978-0-87972-191-6.
- Pronger, Brian (15. 5. 1992). The Arena of Masculinity. St. Martin's Griffin. ISBN 978-0312062934.
- Scorolli C, Ghirlanda S, Enquist M, Zattoni S, Jannini EA (2007). „Relative prevalence of different fetishes”. Int. J. Impot. Res. 19 (4): 432—7. PMID 17304204. doi:10.1038/sj.ijir.3901547 .
- Dobson, Roger (2007).   Heels are the world's No 1 fetish.  The Independent Online Edition,
- „Heels are the world's No 1 fetish - Science, News - the Independent”. Архивирано из оригинала 2008-05-20. г. Приступљено 2007-02-01.
- „Man arrested for series of underwear theft in Tampines: 2,500 undergarments seized by police”. Stomp (на језику: енглески). 2020-04-03. Приступљено 2020-06-14.
- „Jail for serial bra thief who left house during circuit breaker to steal underwear”. CNA (на језику: енглески). Приступљено 2020-06-14.
- „The economics of pricing used panties”. April's Body. 13. 1. 2014. Архивирано из оригинала 22. 2. 2014. г. Приступљено 16. 2. 2014.
- Natalie Paris (3. 2. 2014). „The world's weirdest vending machines”. Telegraph. UK.
- Charles Waterstreet (21. 6. 2014). „Vending machines reveal cultural tolerance of abuse”. The Sydney Morning Herald.
- Jeanette, Doris (2011). „Sexual Empowerment for Men: Love and Understanding for Men Who Wear Panties”. drjeanette.com. Приступљено 31. 12. 2012.
- „Lingerie Tips for Men”. HerRoom. Приступљено 31. 12. 2012.
- „The Stocking Passion”. Архивирано из оригинала 12. 5. 2007. г. Приступљено 9. 5. 2007.
- Steele, Valerie (1985). Fashion and eroticism: Ideals of feminine beauty from the Victorian era to the Jazz age. Oxford University Press, New York. ISBN 0-19-503530-5.
- Browne, Ray B. (1982). Objects of special devotion: Fetishism in popular culture. Bowling Green University Popular Press. ISBN 0-87972-191-X.
- Pronger, Brian (15. 5. 1992). The arena of masculinity. St. Martin's Griffin. ISBN 978-0312062934.
- Kunzle, David (2004). Fashion and fetishism. Sutton. ISBN 0-7509-3808-0.

## Spoljašnje veze
- „Is it normal to get aroused by smelling my roommate's used jockstrap?”. Архивирано из оригинала 19. 03. 2016. г. Приступљено 24. 12. 2019.
- „Understanding Male Sexuality”. Архивирано из оригинала 19. 02. 2018. г. Приступљено 24. 12. 2019.